# Usson, Puy-de-Dôme
Usson là một xã ở tỉnh Puy-de-Dôme trong vùng Auvergne-Rhône-Alpes miền trung nước Pháp.

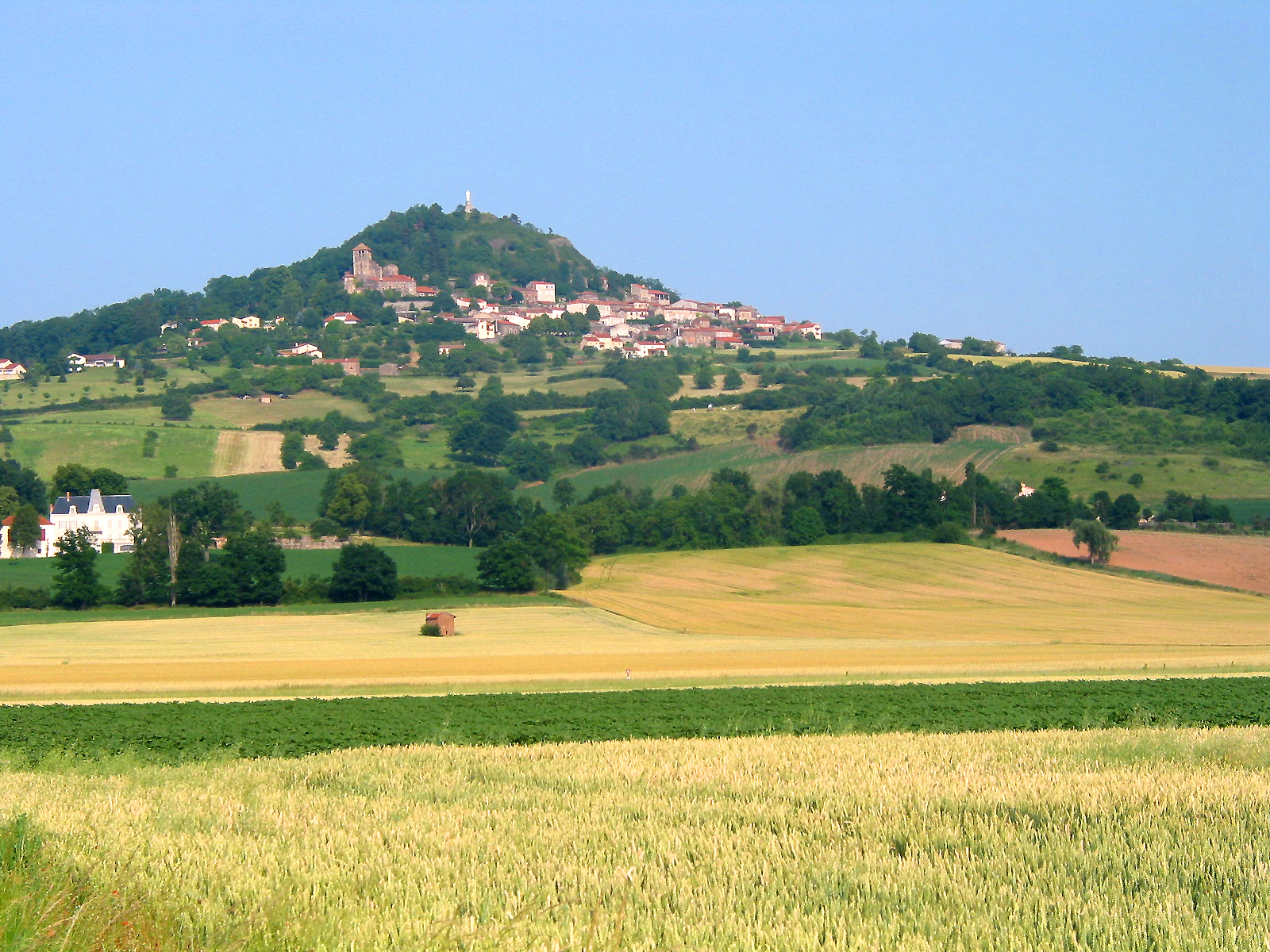
The village on its volcanic mound